# Leonid Șotropa
Leonid Șotropa (n.  ?) a fost un pilot român de aviație, care a luptat în cel de-al Doilea Război Mondial.
A făcut parte din Escadrila 41, Grupul 8 asalt. A fost avansat la gradul de locotenent aviator la 20 martie 1943.
Locotenentul av. Leonid Șotropa a fost decorat cu Ordinul „Virtutea Aeronautică” cu spade, clasa Crucea de Aur (16 februarie 1944) „pentru destoinicia dovedită ca comandant de escadrilă și șef de patrulă în luptele dela Don, executând 25 misiuni.”, clasa Crucea de Aur cu 2 barete și clasa Cavaler (ambele la 6 octombrie 1944).
A fost decorat cu Ordinul „Mihai Viteazul” cl. a III-a prin Decretul Regal nr. 1768 din 3 octombrie 1944.
După încheierea războiului i s-a conferit Ordinul „Steaua României” cu spade în gradul de Cavaler cu panglică de „Virtute Militară” (18 august 1945) „pentru fapte de arme săvârșite pe câmpul de luptă”.
A fost înaintat la gradul de căpitan aviator pe 23 ianuarie 1946 și cu vechimea de la 16 iunie 1945. Căpitanul Șotropa a fost trecut în cadrul disponibil pe baza legii nr. 433 din 1946 și apoi, din oficiu, în poziția de rezervă la 18 august 1947.

## Decorații
- Ordinul „Virtutea Aeronautică” cu spade, clasa Crucea de aur (16 februarie 1944)[2]
- Ordinul „Virtutea Aeronautică” cu spade, clasa Crucea de Aur cu 2 barete (6 octombrie 1944)[3]
- Ordinul „Virtutea Aeronautică” cu spade, clasa Cavaler (6 octombrie 1944)[3]
- Ordinul „Steaua României” cu spade în gradul de Cavaler, cu panglică de „Virtute Militară” (18 august 1945)[4]